# Tupou VI.
Tupou VI. (narozen 12. července 1959 jako ʻAhoʻeitu ʻUnuakiʻotonga Tukuʻaho) je od 18. března 2012 šestý král Tongy. Je mladším synem bývalého krále George Tupou IV., který zemřel v roce 2006. Jeho předchůdcem jako tonžský král byl jeho starší bratr George Tupou V., který vládl od roku 2006 a zemřel bezdětný v roce 2012.
Od roku 2000 byl premiérem Království Tonga. Z této funkce odstoupil v únoru 2006. Poté byl od roku 2008 až do svého nástupu na trůn vysokým komisařem Tongy (High Commissioner) v Austrálii a sídlil v jejím hlavním městě Canberra. Po nástupu na trůn byla na tento post poslána jeho dcera, princezna Angelika Lātūfuipeka Tukuʻaho.
4. července 2015 byl společně se svou ženou, královnou Nanasipau'u, korunován králem Tongy.

## Rodina
Jeho manželkou a královnou je Nanasipau'u Tuku'aho, mají spolu tři děti, jednu dceru a dva syny:
- princezna Lātūfuipeka Tukuʻaho – ʻ Angelika Lātūfuipeka Halaʻevalu Mataʻaho Napuaʻokalani Tukuʻaho
- korunní princ Siaosi Manumataongo ʻAlaivahamamaʻo ʻAhoʻeitu Konstantin Tukuʻaho
- princ Ata – Viliami ʻUnuaki-ʻo-Tonga Mumui Lalaka-Mo-e-ʻEiki Tukuʻaho

## Vzdělání
- 1988 – diplomová práce ze studia strategií, United States Naval War College (Škola námořní války Spojených států), Newport, Rhode Island, Spojené státy americké
- 1995 – absolvent studia strategií, Australian Joint Services Staff College, Austrálie
- 1997 – Master of Arts (MA), studium obrany, University of New South Wales, Nový Jižní Wales, Austrálie
- 1998 – Master of Arts (MA), mezinárodní vztahy, Bond University, Queensland, Austrálie